# باتريك هيوت
باتريك هيوت هو سياسي كندي، ولد في 9 أبريل 1975 في مدينة كيبك في كندا. نشط حزبياً في حزب كيبيك الليبرالي. وقد انتخب عضو الجمعية الوطنية في كيبك ‏ عن دائرة Vanier-Les Rivières ‏ خلال فترته النيابية ‏.